# Carsten Jørgensen
 Der er flere personer med dette navn, se Carsten Jørgensen (flertydig).
Carsten Jørgensen (født 25. oktober 1970) er en dansk langdistanceløber og orienteringsløber, der har løbet på orienterings-landsholdet og er  verdensmester i orientering.
Carsten Jørgensen har herudover vundet bronze ved verdensmesterskabet (VM) i orientering og sølv og bronze ved europamesterskabet (EM) i orientering.
Han har 59 gange deltaget på det dansk landshold i orienteringsløb. Herudover er han vinder af i alt 17 danske mesterskaber (DM) og har vundet en række danske medaljer i øvrigt i forskellige orienterings-discipliner.
Carsten Jørgensen har tilnavnet ”gamle – farlig for enhver". I atletikverdenen er han internationalt kendt som "The Moose". Han har boet en årrække i New Zealand og har gennem flere år løbet orienteringsløb for en newzealandsk klub.  . 
I orientering har Carsten Jørgensen bl.a. løbet for Tisvilde Hegn OK og de to svenske klubber Trollhättan SOK og OK Ravinen. I atletik har han løbet i Blovstrød Løverne fra 1995, tidligere i Fredensborg AK.  

## Resultater i orientering

### VM
Carsten Jørgensen vandt mesterskabstitlen ved verdensmesterskabet (VM) i Norge (1997). Som tredje løber på stafetten vandt han guld sammen med Torben Skovlyst, Chris Terkelsen og Allan Mogensen.
I 1995 vandt Carsten Jørgensen bronze på den klassiske distance i Tyskland.

### EM og NM
Carsten Jørgensen har to gange vundet medaljer ved EM i orientering. Ved EM i Danmark (2004) vandt Carsten Jørgensen sølv som afsluttende løber på stafetten sammen med Chris Terkelsen og René Rokkjær.
I Ungarn (2002) var han også afsluttende løber på stafetten og vandt bronze sammen med Mikkel Lund og René Rokkjær.
Ved de Nordiske Mesterskaber (NM) i Danmark (1997) vandt Carsten Jørgensen guld på stafetten sammen med Torben Skovlyst, Chris Terkelsen og Allan Mogensen.

### DM
Igennem en 15-årig periode (1991-2005) har Carsten Jørgensen vundet adskillelige DM-titler i orientering. Carsten Jørgensen har vundet individuelt DM-guld på såvel langdistancen som på den klassiske distance, den korte distance og i nat-orientering. I alt er det blevet til 17 medaljer på de individuelle distancer i orientering: 12 guldmedaljer, to sølvmedaljer og tre bronzemedaljer. Hertil kommer ni medaljer, som han har vundet ved stafetter.
På langdistancen har Carsten Jørgensen vundet tre guldmedaljer (1993, 1996 og 2002, og to sølvmedaljer (1992 og 1995).
På den klassiske distance har han vundet guld fire gange (1991, 1995, 1998 og 2001) og bronze tre gange (1997, 2004 og 2005), mens det er blevet til to guldmedaljer på den korte distance (1997 og 2001).
Ved DM-Nat har Carsten Jørgensen tre gange vundet guld (1994, 1996 og 1997).
Ved stafetterne har han sammen med forskellige hold fra Tisvilde Hegn OK vundet guld fem gange (1995, 1996, 1997, 2002 og 2005),
 sølv to gange (1998 og 2001)  og bronze to gange (1994 og 2013).

Medaljeoversigt ved danske mesterskaber

2013
- Bronze, Stafet (Klinteskoven)

2005
- Bronze, Klassisk (Brahetrolleborg)
- Guld, Stafet (Holstenshuus)

2004
- Bronze, Klassisk (Rønhøj Oudrup)

2002
- Guld, Lang (Valdemarskilde)
- Guld, Stafet ()

2001
- Guld, Klassisk (Paradisbakkerne)
- Guld, Kort (Hjortsballe)
- Sølv, Stafet (Jomfrubjerget)

1998
- Guld, Klassisk (Lorup Valbygård og Valdemarskilde)
- Sølv, Stafet (Gribskov Esrum)

1997
- Bronze, Klassisk (Velling Snabegård)
- Guld, Kort (Holstenshuus)
- Guld, Nat (Grønholt Hegn)
- Guld, Stafet (Palsgård)

1996
- Guld, Lang (Stenderup)
- Guld, Nat (Hytterkobel)
- Guld, Stafet (Klinteskoven)

1995
- Sølv, Lang (Rønbjerg-Oudrup Lundby Hede)
- Guld, Klassisk (Munkebjerg)
- Guld, Stafet (Langesø)

1994
- Guld, Nat (Frederikshåb)
- Bronze, Stafet (Yding)

1993
- Guld, Lang (Linå Vesterskov Silkeborg Nord)

1992
- Sølv, Lang (Brahetrolleborg)

1991
- Guld, Klassisk (Tinnet 1)

## Resultater i cross

### EM og NM
I december 1997 blev Carsten Jørgensen europamester i cross i Oeiras, Portugal.
Carsten Jørgensen har to gange vundet det nordiske mesterskab i cross country: I Finland (1997) og i Norge i 1998 – de primære resultater findes ikke.

## Resultater i atletik
Carsten Jørgensen satte den 4. april 1998 dansk rekord på 10.000 meter med tiden 27:54.76, og den 27. september samme år satte han dansk rekord på halvmaraton distancen i tiden 1:01.55.

### Personlige rekorder
- 5000 meter: 13.40.49
- 10.000 meter: 27.54.76 (dansk rekord)
- Halvmaraton: 1.01.55 (dansk rekord)

## Resultater ved motionsløb
Carsten Jørgensen vandt seks af otte Eremitageløb fra 1993-2000. Kun i 1997 og i 1999, hvor han ikke stillede op, vandt Dennis Jensen.

## Andre udmærkelser
Efter afstemning blandt Dansk Orienterings-Forbunds medlemmer er Carsten Jørgensen to gange blevet kåret til ’Årets orienteringsløber (1994 og 1995). Efter VM i 1997 blev VM-stafetholdet med Carsten Jørgensen, Chris Terkelsen, Torben Skovlyst og Allan Mogensen kåret til ’Årets orienteringsløber(e), og efter EM i 2002 blev EM-holdet, som han også var en del af, ligeledes kåret til ’Årets orienteringsløber(e).